# Пачелма
Па́челма — посёлок городского типа в России, административный центр Пачелмского района Пензенской области. Образует муниципальное образование рабочий посёлок Пачелма со статусом городского поселения как единственный населённый пункт в его составе.

## География
Посёлок расположен в 146 км к западу от Пензы и в 33 км от города Нижний Ломов. Железнодорожная станция на линии Ряжск — Пенза, автодороги на Нижний Ломов и Башмаково.

## История
Основан в 1874 году как станционный посёлок, назван по реке Пачелме, на которой построен. Возможно, от булгаро-чувашского языческого личного мужского имени Патча + лам (чуваш.) «влага, илистая пойма». Входил в состав Чембарского уезда Пензенской губернии. В начале 20 века действовало 4 предприятия; насчитывалось 200 жилых домов. Трудовая деятельность населения была связана с небольшими ремесленными мастерскими и железной дорогой. Еженедельные торги, ярмарка.
С 1928 года — районный центр Пачелмского района Пензенского округа Средне-Волжской области (с 1939 года — в Пензенской области).
С 1934 в посёлке бетонный (шлакобетонный) завод, вагоноремонтные мастерские, депо. Посёлок формировался у линии железной дороги, которая делила его на две части: в северной — вокзал, привокзальная и торговая площади, в южной — жилища рабочих. В 1934 при посёлке работал птицесовхоз № 41 птицетреста, в нём лошадей — 50, крупного рогатого скота — 79 (коров — 41), птицы — 9440, трактор — 1, постоянных рабочих — 27; Пачелмская машинно-тракторная станция на 26 колхозов с площадью пашни 29,2 тыс. га, имевшая 54 трактора, 1 автомашину полуторатонку, мастерскую капитального ремонта тракторов (27 рабочих).
С 1948 года — посёлок городского типа. В январе 1948 года в Пачелме работали следующие предприятия и учреждения: ж.-д. депо (122 чел.), электростанция (14), 20-я дистанция пути (252), вагонный цех (36), угольный склад (48), служба движения (306), мастерская НЖЧ (21), бетонный завод (59), геолого-газоразведка (206, она обнаружила у районного центра запасы нефти и газа), маслозавод (38), пищепромкомбинат (22), районный промкомбинат (32), промкомбинат райпотребсоюза (25), машинно-тракторная станция, с.-х. артель имени Жданова (30), заготзерно (51 чел.). В пос. 1035 жилых домов, из них 70 % электрифицировано, 2 средних школы, 2 амбулатории, аптека, клуб, 2 библиотеки, районный парк и 3 малых парка, водопровод с несколькими уличными водоразборными колонками, коммунальная баня. Между 1939 и 1948 годами в посёлке были построены улицы: Пушкинская, Ворошиловская, Сталинская (ГАРФ, ф. 385, оп. 17, д. 1002, лл. 4-14). В 1955 показан Пачелмский птицесовхоз.
В середине 1990-х в пгт Пачелма имелись завод железобетонных изделий (стеновые материалы, мозаичная плита, керамзит, гравий, кирпич); маслодельный завод, хлебокомбинат, заготовительная контора (при ней цех колбасных изделий); 8 строительных организаций; 2 автотранспортных предприятия; государственный племенной птицезавод, центральная районная больница, поликлиника, 2 средние школы, ПТУ (механизаторы, шофёры, сварщики, швеи, повара, бухгалтеры), дом культуры, 2 клуба, кинотеатр, районная библиотека, парк культуры и отдыха, детская музыкальная школа. Народный хореографический ансамбль «Задумка» и фольклорный ансамбль «Пачелмские посиделки».

## Население
| 1896  | 1897  | 1911  | 1920  | 1926  | 1939  | 1948  | 1959    | 1970  |
| ----- | ----- | ----- | ----- | ----- | ----- | ----- | ------- | ----- |
| 483   | ↗536  | ↗1000 | ↗1042 | ↗2145 | ↗5787 | ↘4922 | ↗10 928 | ↘8233 |
| 1979  | 1989  | 2002  | 2009  | 2010  | 2011  | 2012  | 2013    | 2014  |
| ↗9113 | ↗9466 | ↘8735 | ↘8137 | ↘8053 | ↘8052 | ↗8135 | ↘8127   | ↘8019 |
| 2015  | 2016  | 2017  | 2018  | 2020  | 2021  |       |         |       |
| ↘7979 | ↘7896 | ↘7854 | ↘7718 | ↘7439 | ↘6994 |       |         |       |

## Известные люди
- Казаков, Константин Фёдорович (1906—1951) — герой Советского Союза;
- Волчихин, Владимир Иванович — д.т. н., профессор.

## Достопримечательности
Памятник воинам-землякам и железнодорожникам, погибшим в годы Великой Отечественной войны, братская могила воинов, умерших в Пачелмском эвакогоспитале. Несколько памятников истории и архитектуры, комплекс застройки одной из первых улиц посёлка конца 19 века (ул. Драгунова), склады.

## СМИ
Газеты и журналы
- Газета Пачелмского района «Родная земля».

Радиостанции
| Частота МГц | Название       | Место        | Статус |
| ----------- | -------------- | ------------ | ------ |
| 89,6        | Маруся FM      | пос. Пачелма | Вещает |
| 103,6       | Радио России   | пос. Пачелма | Вещает |
| 104,0       | Радио Ваня     | пос. Пачелма | Вещает |
| 106,2       | Дорожное радио | пос. Пачелма | Вещает |
| 107,6       | Юмор FM        | пос. Пачелма | Вещает |